# Роланд Варга
Роланд Варга (мађ. Varga Roland; Будимпешта, 23. јануар 1990) је мађарски професионални фудбалер који игра за ФК Сепси у првој лиги Румуније и играо је за фудбалску репрезентацију Мађарске на позицији нападача. Док је играо у Бреши је утврђено да је имао изузетно јак ударац (преко је 115 km/h).

## Каријера

### Ђер
Варга је рођен у Будимпешти, Мађарска. Дана 19. јануара 2012. године. потписао је уговор на три и по године са мађарским лигашем из Ђера ЕТОом.

### Ференцварош
Варга се 15. јануара 2015. године придружио, клубу из мађарске лиге, Ференцварошу.

## Репрезентација
Варга је играо за Мађарску на финалу ФИФА У-20 Светског првенства 2009. у Египту.
Дана 22. маја 2014. Варга је одиграо свој први меч у репрезентацији Мађарске, а постигао је и други гол Мађарске против фудбалске репрезентације Данске у пријатељској утакмици на стадиону Нађерде у Дебрецину.
Дана 1. јуна 2021, Варга је био укључен у коначну екипу од 26 играча која је представљала Мађарску на поново заказаном УЕФА Еуро 2020 турниру.

## Остварења

### Клуб
Ђер
- НБ I:  
  - шампион: 2012/13.
- Куп Мађарске у фудбалу:  
  - финалиста: 2012/13.
- Суперкуп Мађарске у фудбалу:  
  - победник: 2013.

Ференцварош
- НБ I:  
  - шампион: 2015/16., 2018/19., 2019/20., 2020/21.
- Куп Мађарске у фудбалу:  
  - победник: 2014/15., 2015/16., 2016/17.
- Лига куп Мађарске у фудбалу:  
  - победник: 2014/15.,
- Суперкуп Мађарске у фудбалу:  
  - победник: 2015., 2016.

Сепси
- Куп Румуније у фудбалу:
  - победник: 2022/23.
- Суперкуп Румуније у фудбалу:
  - победник: 2023.

Мађарска У20
- Светско првенство у фудбалу У20, треће место